# Csepeli
Csepeli (macedónul: Чепели, törökül Çepeli) település Észak-Macedóniában, a Délkeleti körzetben, a Sztrumicai járásban.

## Népesség
| Lakosok száma | 590  | 658  | 44   | 26   |      |
|               | 1948 | 1953 | 1961 | 1971 | 1981 |

- 2002-ben lakatlan település, korábban törökök lakták.